# Dik Fosberi
Ričard Daglas Fosberi (6. mart 1947 — 12. mart 2023) bio je američki skakač u vis, koji se smatra jednim od najuticajnijih sportista u istoriji atletike. Pored osvajanja zlatne medalje na Olimpijskim igrama 1968. godine, on je izvržio revolucionarni uticij na takmičenja skoka u vis tehnikom „leđa-prvo”, danas poznatom kao Fosberijev flop, koju su do danas prihvatali skoro svi skakači u vis. Njegov metod je bio da se krene dijagonalno prema motki, a zatim da se zakrivi i skoči unazad preko motke, što mu je davalo znatno niži centar mase u letu od tradicionalnih tehnika. I dalje se bavi atletikom i služi u izvršnom odboru Svetske olimpijske asocijacije.
Godine 2014, Fosberi se neuspešno kandidovao za mesto Stiva Milera u Predstavničkom domu države Ajdaho. Fosberi se kandidovao za poverenika okruga Blejn protiv postojećeg poverenika Larija Šoena 2018. godine. Osvojio je mesto i stupio na dužnost u januaru 2019. godine.

## Atletska karijera

### Srednja škola i poreklo Fosberijevog flopa
Fosberi, koji je rođen u Portlandu u Oregono, prvi je započeo da eksperimentiše s novom tehnikom skoka u vis u svojoj 16. godini, dok je pohađao srednju školu Medford. Fosberi je imao poteškoća u naticanju koristeći dominantne tehnike skakanja u tom razdoblju. U svojoj drugoj godini studija nije uspeo da kompletira skokove od 5 ft (1,5 m), kvalificirane visine za mnoga srednjoškolska takmičenja. Njegova dominantna tehnika, metoda opkoračivanja, bila je kompleksan pokret u kojem atleta prelazi preko visinske motke s licem okrenutim prema dole, a noge pojedinačno podiže preko motke. Fosberi je ustanovio da je teško da se koordiniraju svi pokreti obuhaćeni metodom opkoračivanja i počeo je da eksperimentiše s drugim načinima izvođenja skoka u vis.
Kasnije se Fosberi prisećao: „Znao sam da moram promeniti položaj tela i to je ono što je pokrenulo prvo revoluciju, a tokom sledeće dve godine, evoluciju.” Isprva je pokušao da koristi tehniku poznatu kao metoda uspravnih makaza. Kod ove metode, skakač trči uspravno prema motki okrenut prema napred, a tokom skoka podiže svoje ispružene noge jednu po jednu preko motke. Pravila skoka u vis predviđaju samo da takmičari moraju da odskoče s jedne noge pri poletanju; ne postoji pravilo koje reguliše kako takmičar prelazi motku, dokle god on ili ona pređu preko nje.
Kako je počeo da eksperimentiše sa ovom tehnikom, postepeno ju je prilagođavao da bi je učinio udobnijom za sebe, i da bi iz nje izvukao više visine. Bez obzira na to, nije bio ni izbliza tako koordinisan kao dobro izveden skok sa metodom opkoračivanja, a jedan istoričar je Fozberijeve rane pokušaje nazvao „epileptički napad u vazduhu“; međutim, u drugom delu njegove druge godine i na početku njegove treće godine, to je počelo da daje rezultate, i on je postepeno uspeo da ostvari više skokove.
Postepeno, Fozberi je promenio svoj položaj tokom skoka, tako da je do svoje poslednje godine počeo da ide preko šipke unazad, glavom unatrag, savijajući svoje telo preko šipke i bacajući noge u vazduh na kraju skoka. To je zahtevalo od njega da sleti na leđa, ali, pre njegove juniorske godine, njegova srednja škola je zamenila svoju jamu za sletanje od iverice mekšim materijalom, tako da je mogao bezbedno da se spusti.
Srećom po Fozberija, zamena površina za sletanje penastom gumom postala je uobičajena širom Sjedinjenih Država početkom 1960-ih. Površine od strugotine, peska ili iverice bile su upotrebljive ranije jer su skakači koji su koristili tehniku makaza mogli da pređu šipku dok su uspravni, a zatim da slete na noge, dok su oni koji su koristili Vestern Rol ili opkoračavanje sletali u tri tačke, na ruke i vodeću nogu. Krajem 1950-ih, američki koledži počeli su da koriste snopove meke penaste gume, obično spojene mrežom. Ovi snopovi ne samo da su bili mnogo mekši, već su bili i podignuti oko tri stope three ft (0,91 m) od tla. Do ranih 1960-ih, američke srednje škole su sledile vođstvo koledža u nabavci jama za sletanje od penaste gume. Sa novom, mekšom, uzvišenom površinom za sletanje, Fosberi je mogao bezbedno da se prizemljuje.
Fozberi je, međutim, sredinom 1960-ih komprimovao nekoliko pršljenova, jer nisu sve srednje škole mogle da priušte novi materijal od pene. Fozberi se oporavio od ove povrede.
Fosberijevi treneri su ga u početku ohrabrivali da nastavi da praktikuje metodu opkoračivanja, ali su napustili tu ideju kada su njegovi rezultati nastavili da se poboljšavaju. U juniorskoj godini oborio je svoj srednjoškolski rekord skokom od 6 ft 3 in (1,91 m), a sledeće godine je zauzeo drugo mesto u državi sa skokom od 6 ft 55 in (3,23 m).
Tehnika je dobila naziv „Fosberi Flop“ kada je 1964. Medford Mail-Tribune objavio fotografiju pod naslovom „Fosberi propada preko šipke“, dok je u propratnom članku novinar napisao da je izgledao kao „a fish flopping in a boat”. Drugi su bili još manje ljubazni, a jedne novine su opisale Fozberijevu fotografiju „Najlenjiji skakač u vis na svetu”.

### Koledž
Nakon što je 1965. završio srednju školu Medford, upisao se na Državni univerzitet Oregon u Korvalisu. Školski trener, Berni Vagner, verovao je da će Fozberi na kraju postići bolje rezultate koristeći vestern rol i ubedio ga je da nastavi da praktikuje staru tehniku tokom prve godine, iako mu je bilo dozvoljeno da koristi „flop“ na brucoškim susretima. Debata oko tehnike se završila tokom Fozberijeve druge godine, međutim, kada je u svom prvom susretu u sezoni prešao 6 ft 10 in (2,08 m), oborio je školski rekord.

Fozberi se kasnije prisećao:

Posle sastanka, Berni mi je prišao i rekao: „Dosta je bilo“. To je bio kraj plana A, pređi na plan B. On bi proučavao šta radim, snimao, ta čak i počeo da eksperimentiše i podučava mlađe skakače.
Nacionalni sportski mediji počeli su da primećuju skakača iz Oregona sa neobičnim stilom. On je bio na naslovnoj strani časopisa Track and Field News iz februara 1968. godine. Fozberi je 1968. osvojio titulu Nacionalne akademske atletske asocijacije (NCAA) koristeći svoju novu tehniku — prvu od dve uzastopne titule — kao i Olimpijske pripreme Sjedinjenih Država.
Fozberi je nastavio da usavršava svoju tehniku, razvijajući zakrivljeno pristupno trčanje u obliku slova J. To mu je omogućilo da poveća brzinu, dok su završni „zakrivljeni” koraci služili za rotaciju kukova. Kako se njegova brzina povećavala, tako se povećavala i visina. Fosberi je malo koristio ili uopšte nije koristio svoje ruke pri poletanju, ne uspevajući da ih „napumpa“ nagore, držeći ih dole, blizu svog tela: sledeća generacija flopera je dodala pumpu rukama. Fozberijevo ključno otkriće bila je potreba da prilagodi svoju tačku poletanja kako je letvica bila podizana. Njegov let kroz vazduh je opisao parabolu: kako se šipka dizala u visinu, trebalo mu je trebalo više „vremena leta“ tako da bi vrh njegovog luka bio postignut dok su mu kukovi prelazili preko šipke. Da bi povećao „vreme leta“, Fozberi je pomerao svoje poletanje sve dalje i dalje od šipke (i jame). Skakači imaju prirodnu tendenciju da budu uvučeni bliže šipki i potrebna im je mentalna disciplina da bi se odmakli, a ne primakli. Poređenja radi, klasični skakači u vis postavljaju svoju nogu za uzlet svaki put na isto mesto, na manje od jedne stope udaljenosti od linije paralelne sa šipkom. Fotografije na kojima Fosberi pokušava da se podigne na visinu iznad 7 ft (2,1 m) pokazuju kako je odskočio sa skoro 4 ft (1,2 m) od šipke.
U sezoni na otvorenom 1968. godine, Fozberi je osvojio titulu na konferenciji Pac-8 i nastavio sa osvajanjem NCAA šampionata u Berkliju u Kaliforniji sredinom juna skokom od 7 ft 25 in (2,77 m). Sledeće godine je duplirao te pobede.

## Politička karijera
U jesen 2014, Fosberi se kandidovao kao demokrata za mesto u Predstavničkom domu države Ajdaho protiv postojećeg republikanskog predstavnika Stiva Milera. Miler je pobedio na izborima.